# Jelnino
Jelnino (en russe : Желнино́) (également «Жёлнино», Jiolnino) est un village (de 1942 à 2022 commune urbaine de type bourg ouvrier) situé en Russie dans l'oblast de Nijni Novgorod. Il fait partie du district municipal de Dzerjinsk.

## Géographie
Jelnino se trouve dans une zone verte récréative du district municipal de Dzerjinsk à 2 km au sud-ouest de la ville et à 40 km à l'ouest de Nijni Novgorod, à la confluence de la rivière Soviets dans l'Oka.
Le village dispose d'un bureau de la Poste de Russie (code postal 606044).

## Nom
Il est possible que son nom provienne du pic noir (jelna, en russe желна), nombreux dans les forêts environnantes.

## Histoire

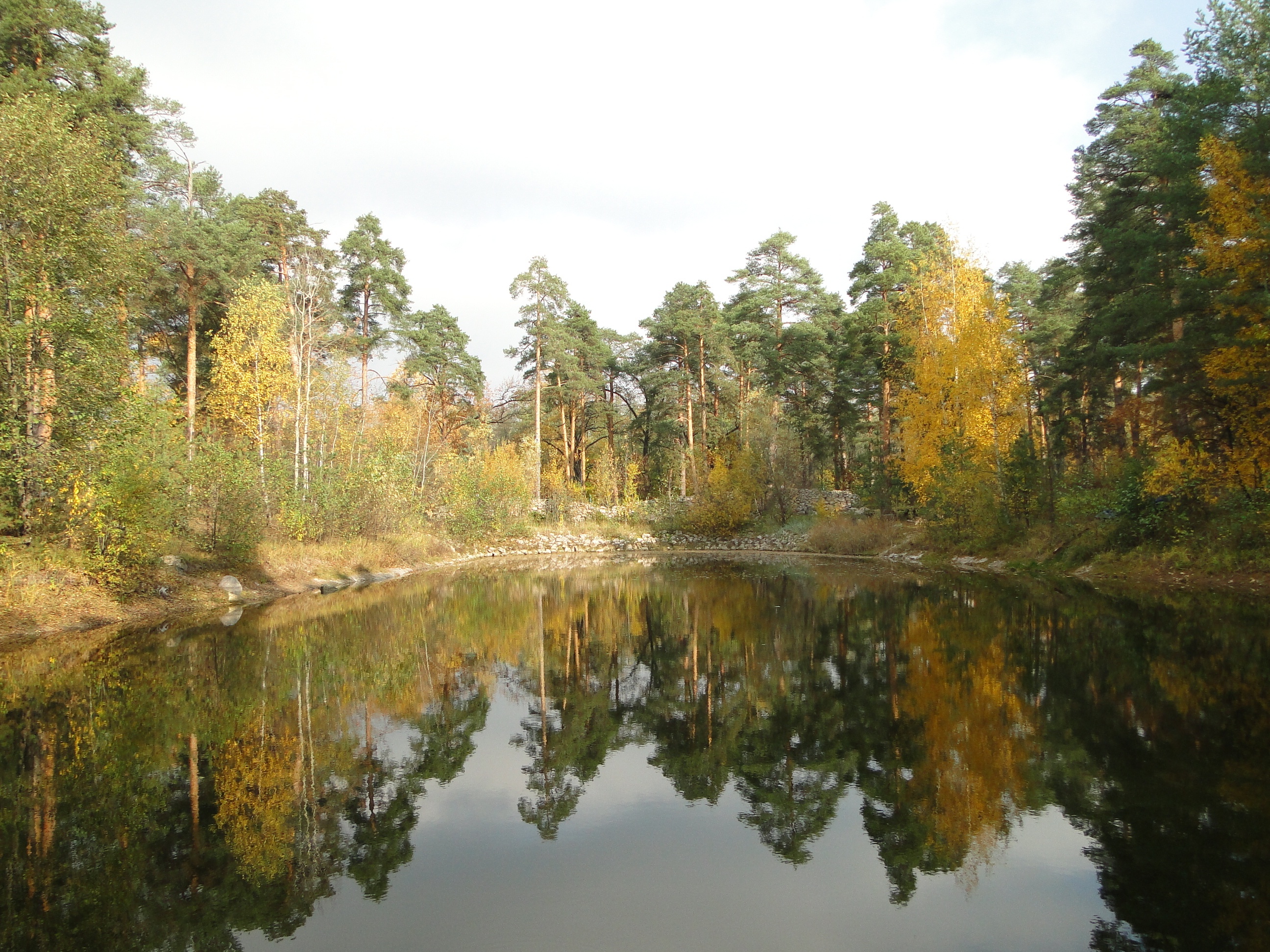
Étang dans le parc de l'hôtel Tchaïka.

Ce village du bord de l'Oka est connu dès le XVIIIe siècle. Des pêcheurs et des constructeurs de navires y habitaient; mais au XIXe siècle l'on commence en plus à construire des datchas et des résidences secondaires pour les habitants des villes. À partir de 1870, Jelnino est un lieu de villégiature pour l'intelligentsia de Nijni Novgorod. Le village est surnommé le « Yalta » de Nijni Novgorod pour son air curatif de pins.
Le peintre Constantin Kousnetzoff y est né en 1863 dans une riche famille de marchands et y a vécu jusqu'en 1884. Il a vécu de longues années à Paris.
L'écrivain Vladimir Korolenko y a loué une datcha de villégiature de 1886 à 1896 et le savant dans le domaine de la radiodiffusion, Alexandre Popov, y venait l'été dans une datcha près du village de 1889 à 1898. L'écrivain Maxime Gorki y a séjourné en mai-juin 1903 avec sa famille dans une datcha sur le bord de l'Oka.
En 1942, Jelino accède au statut de commune urbaine de type bourg ouvrier; mais le 1er janvier 2022 Jelino devient une localité de type rural, tandis qu'est formé le conseil rural de Jelnino.

## Population
Recensements (*) ou estimations de la population
| 1959* | 1970* | 1979* | 1989* | 2002* |
| ----- | ----- | ----- | ----- | ----- |
| 1 884 | 2 157 | 1 624 | 1 112 | 696   |

| 2010* | 2012 | 2019 | 2021  | - |
| ----- | ---- | ---- | ----- | - |
| 896   | 884  | 800  | 1 024 | - |

## Zone de villégiature
L'endroit bénéficie d'un environnement naturel de toute beauté: les rivières Oka et Soviets (ou Ossoviets), les lacs Sviatoïé et Plotinka, des bois de chênes ou de conifères, des forêts de pins; ce qui en fait un lieu de repos et de villégiature préféré des habitants de Dzerjinsk. On y trouve des plages pour la baignade, des camps de vacances pour l'enfance et la jeunesse et des bases touristiques. Un hôtel cinq étoiles y a même ouvert en 2006, le seul de cette classe dans l'oblast de Nijni Novgorod.

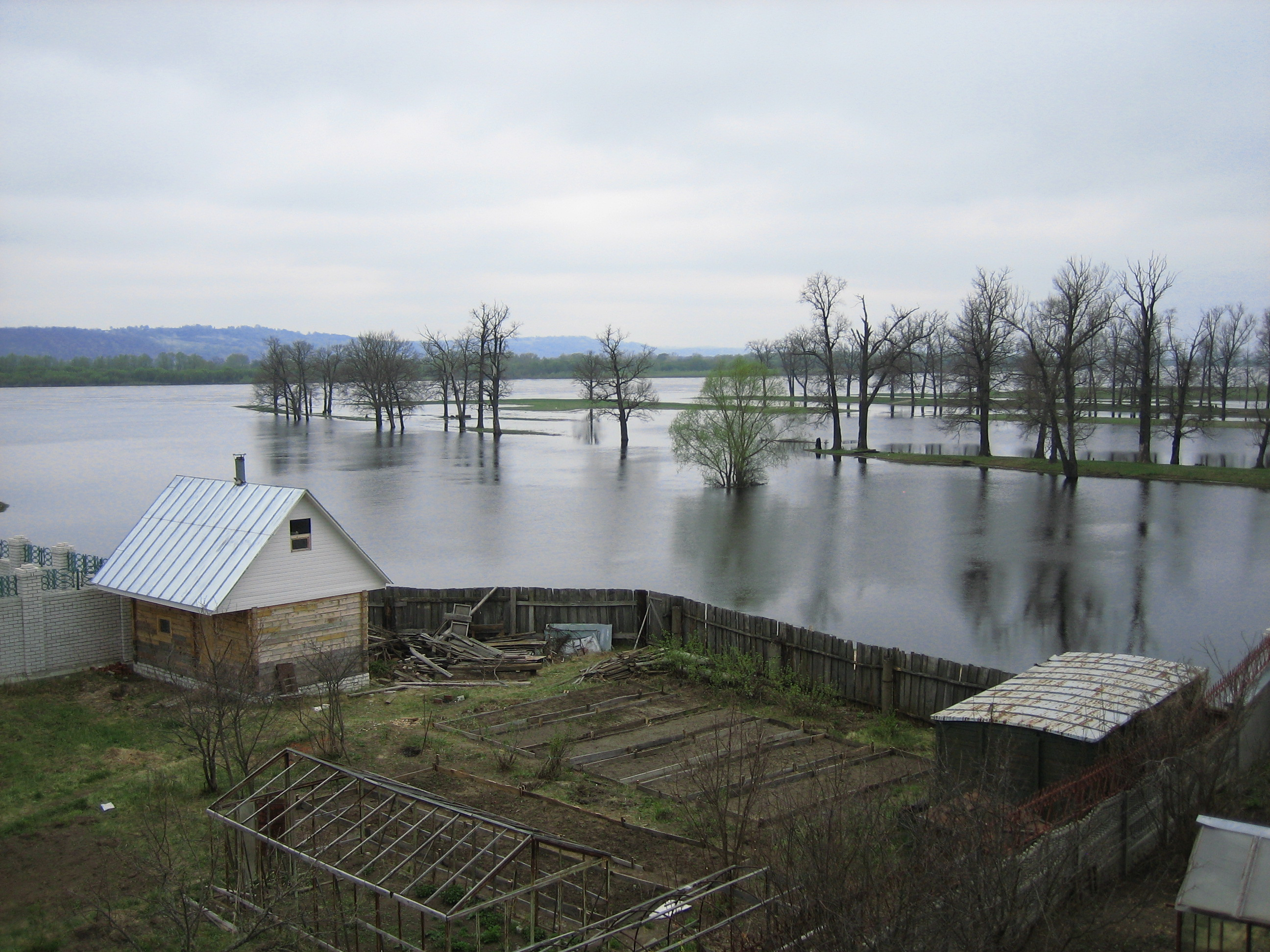
Inondation à l'embouchure de la Soviets
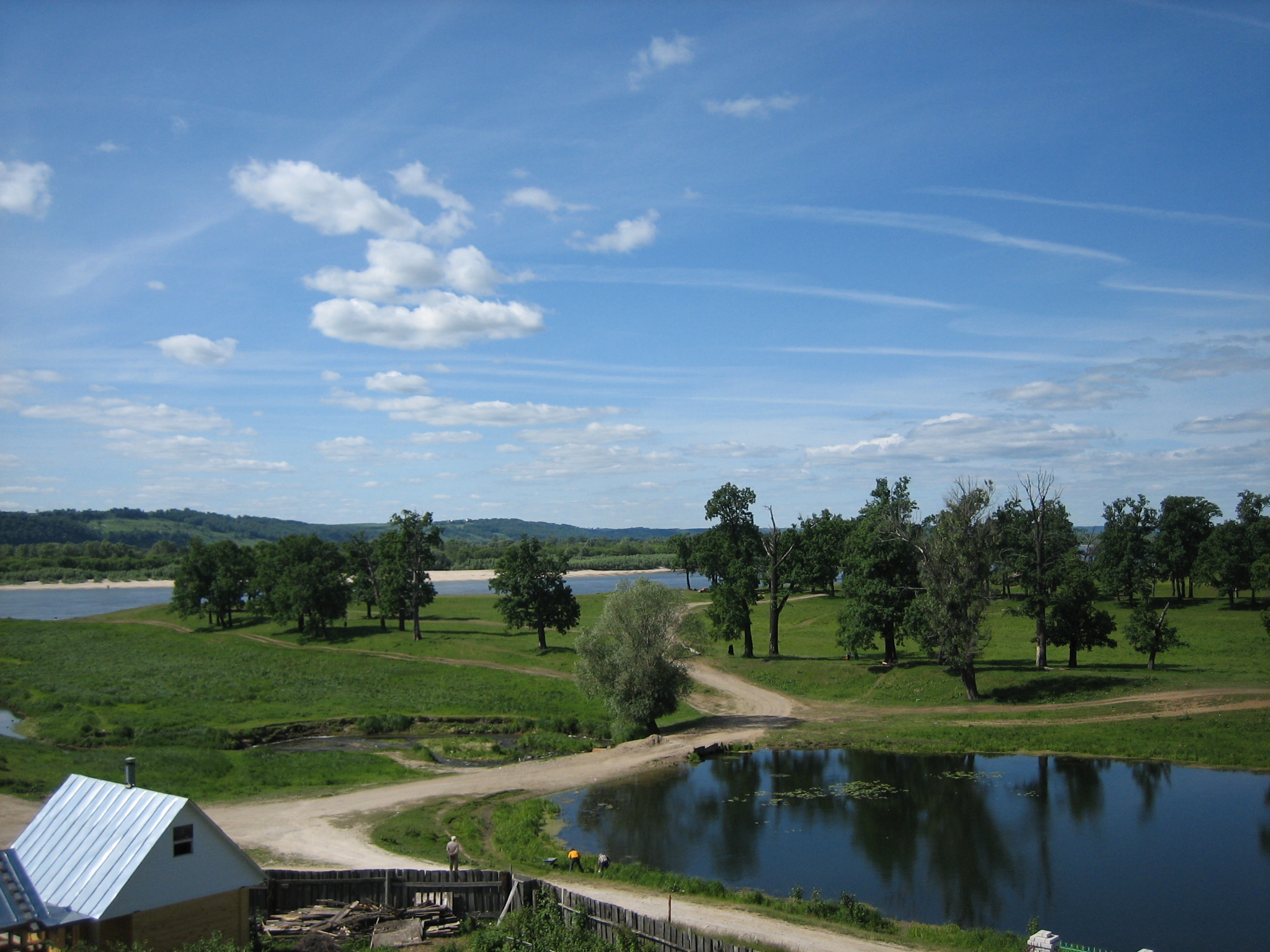
Embouchure de la Soviets en été
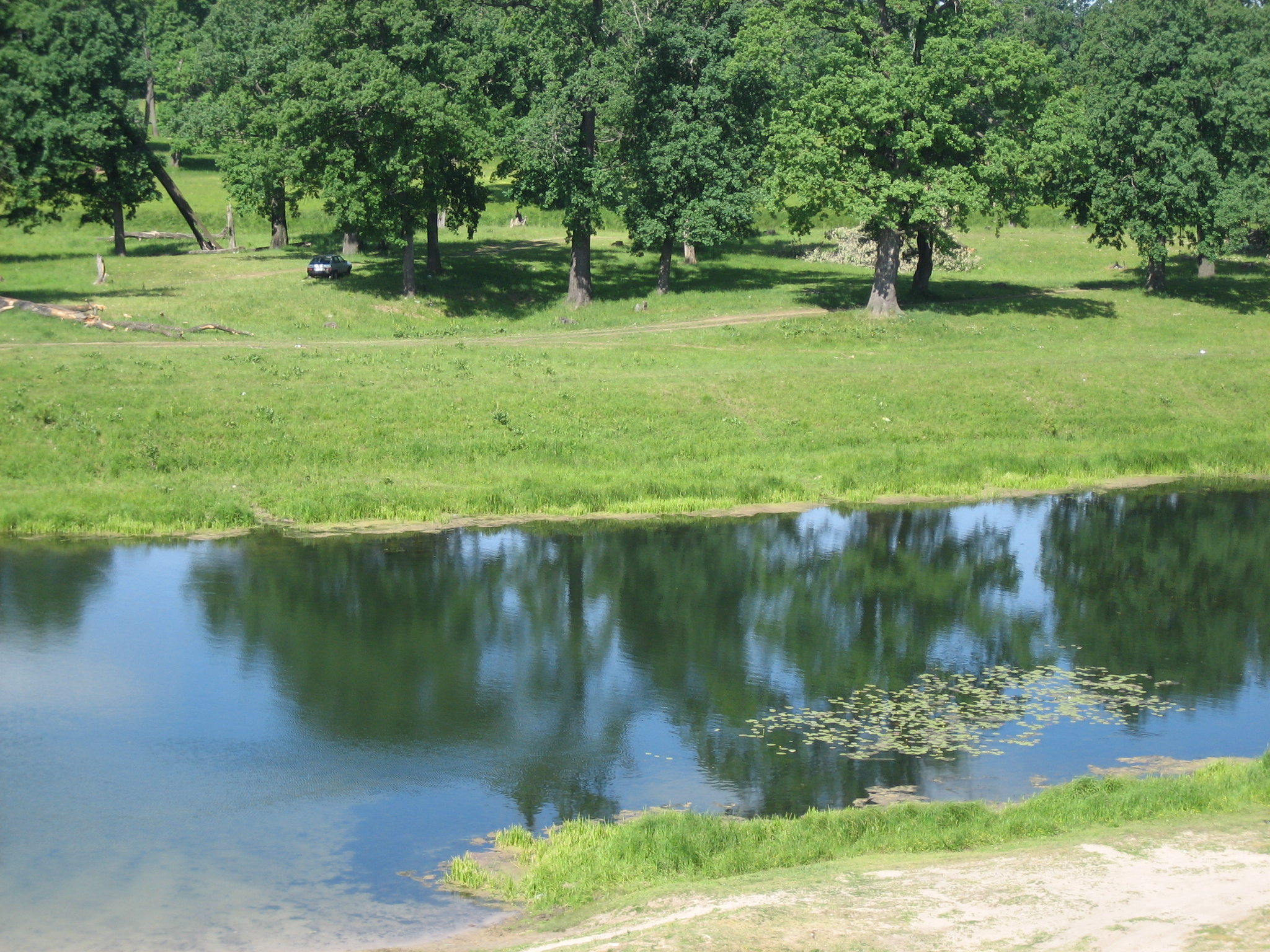
Vue de la Soviets près de sa confluence dans l'Oka
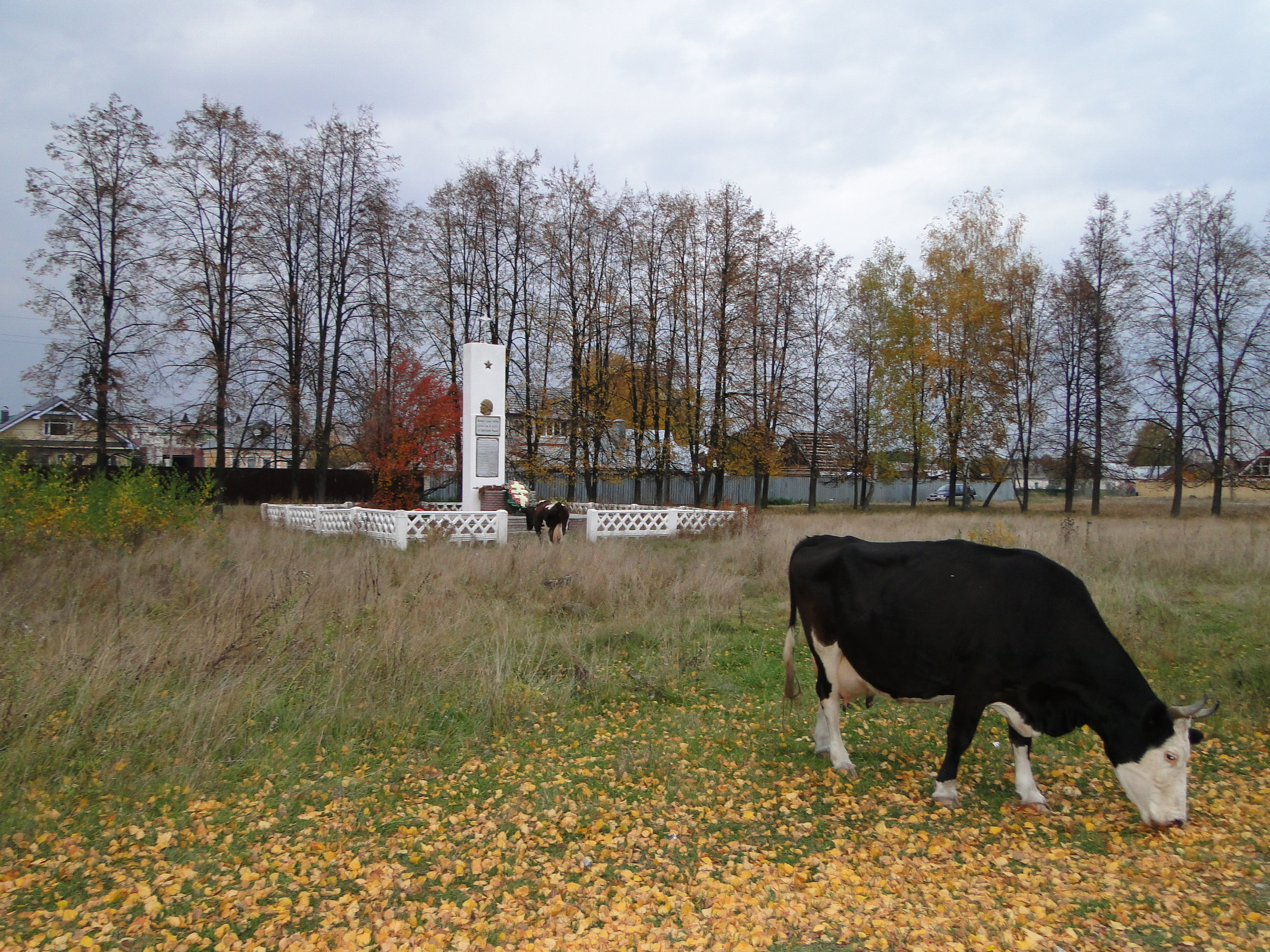
Vaches de Jelnino devant le monument aux morts
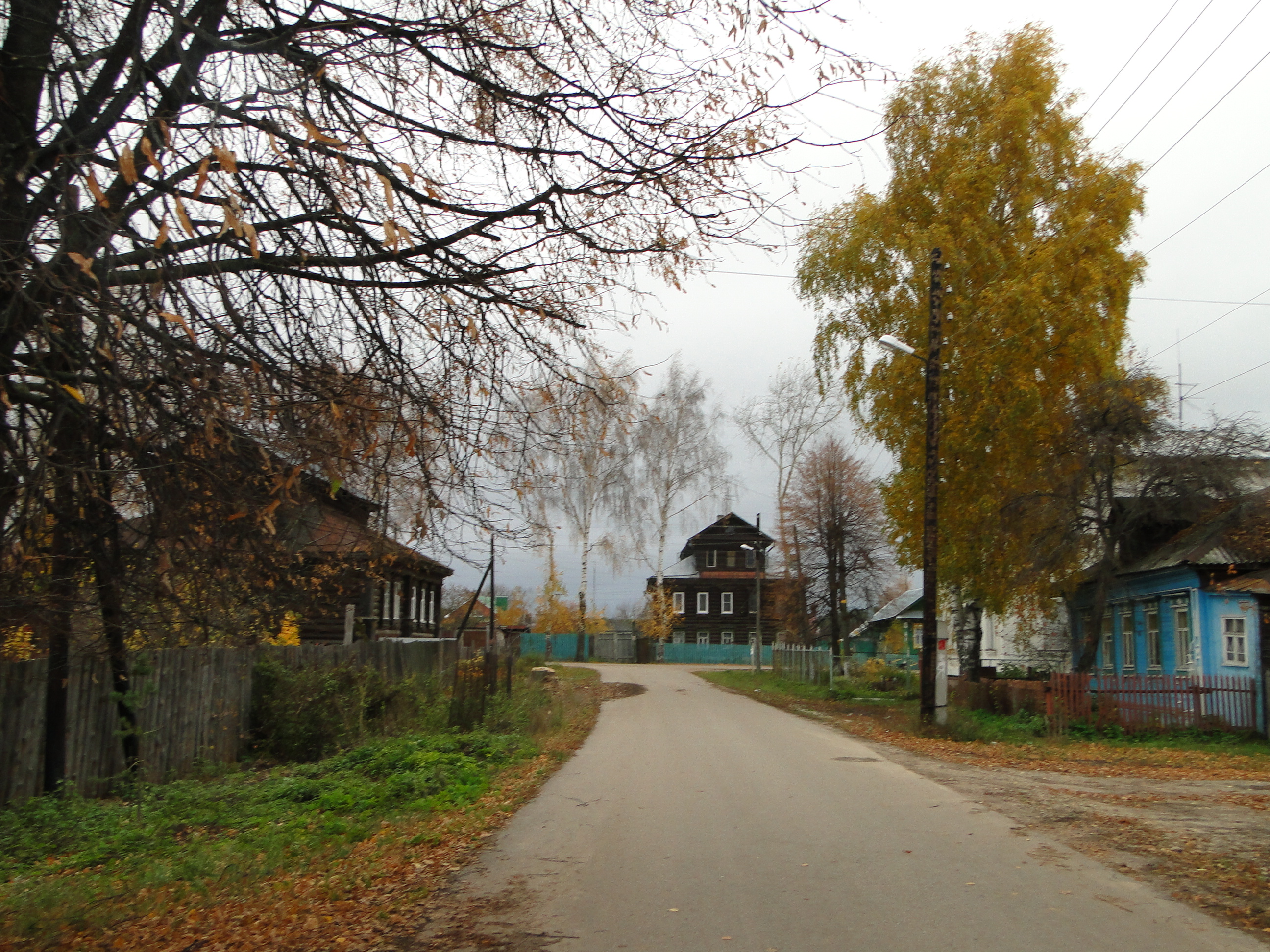
Une rue du village en automne

## Église de l'Annonciation
L'église de Jelino a été construite en 1878 et fermée en 1937. Elle a été rendue au culte en 1988 et fait partie du doyenné de la Résurrection de l'éparchie de Nijni Novgorod.

## Personnalités
- Constantin Kousnetzoff (1863-1936), peintre